# Кослуджа
Кослуджа (рум. Coslugea) — село у повіті Констанца в Румунії. Входить до складу комуни Ліпніца.
Село розташоване на відстані 123 км на схід від Бухареста, 84 км на захід від Констанци, 149 км на південь від Галаца.

## Населення
За даними перепису населення 2002 року у селі проживали 843 особи, з них 841 особа (99,8%) румунів. Усі жителі села рідною мовою назвали румунську.